# Sinonim
În semantică, sinonime sunt, conform definiției celei mai generale, două sau mai multe entități lingvistice între care există o relație de similitudine de sens. Astfel de entități sunt cuvinte cu sens lexical, cuvinte gramaticale, locuțiuni, afixe sau construcții sintactice precum sintagme și propoziții.
Nu există unitate de vederi în tratarea cazurilor de relație acoperite de definiția de mai sus. Unii lingviști ar considera cazuri de sinonimie numai pe acelea în care sensul entităților în cauză ar fi identic din toate punctele de vedere, dar consideră că nu există asemenea cazuri, deci că nu există sinonimie. Laurence Urdang este coordonatorul unui dicționar de sinonime, dar afirmă că nu există sinonime adevărate. După alți autori nu există sinonimie completă, ci numai parțială. Iarăși alții găsesc că pe lângă cele parțiale există și sinonime complete, dar văd unele diferențe și între acestea. În opinia unora dintre ei, sunt sinonime complete numai cele între care există diferență de frecvență în folosire, alții admit existența mai multor feluri de diferențe.

## Tipuri de sinonimie

### După tipul de entitate lingvistică

#### Sinonimie lexicală
Despre sinonimie se vorbește în primul rând în domeniul lexical. Unii autori amintesc numai acest gen de sinonimie.
Pot fi sinonime lexicale un cuvânt și alt cuvânt (ex. vorbăreț – guraliv) sau un cuvânt și o locuțiune, ex. amintire – aducere aminte. Condiția principală ca două entități lexicale să fie sinonime este să fie aceeași parte de vorbire.
O sursă importantă de sinonime lexicale este împrumutul de cuvinte. Exemple:
ro  guraliv (cuvânt derivat în română dintr-un cuvânt moștenit din latină) – locvace (împrumut din franceză sau latină), a scrânti (împrumut vechi din slavă) – a luxa (împrumut relativ recent din franceză sau latină);
fr  mal d'estomac „durere de stomac” – gastralgie „gastralgie” (cuvânt format din elemente de compunere din limba greacă);
en  begin (cuvânt moștenit din limba protogermanică) – commence (împrumut din franceza veche);
ru  черта (certa) (cuvânt moștenit din limba protoslavă) – линия (linia) (împrumut din latină) „linie”.
Altă sursă este formarea conștientă de cuvinte sau locuțiuni din elemente anterior integrate în limbă, pentru a se putea înlocui unele împrumuturi:
ro  prefață (împrumut din franceză sau latină) – cuvânt înainte;
fr  e-mail (cuvânt englezesc) – courriel (cuvânt telescopat din cuvinte franceze);
en  preface (împrumut din franceză) – foreword (cuvânt compus din elemente autohtone) „prefață”;
hu  kurzus (împrumut din latină) – tanfolyam (cuvânt compus din elemente autohtone) „curs”;
ru  лингвистика (lingvistika) – языкознание (iazîkoznanie) (cuvânt compus din elemente autohtone) „lingvistică”.

#### Sinonimie în formarea cuvintelor
Există afixe derivaționale sinonime, de pildă:
ro  sufixele diminutive -uț – -icel, ex. călduț – căldicel;
ru  prefixele negative не- (ne-) – без- (bez-), ex. неграмотный (negramotnîi) – безграмотный (bezgramotnîi) „analfabet”.
Există sinonimie și între elemente prime de compunere fără folosire autonomă. De pildă, în franceză se găsesc astfel de sinonime împrumutate în general din greacă și din latină, în limbaje de specialitate. Se întâlnesc mai frecvent cu elemente secunde diferite, dar există și aplicate aceluiași element secund:
bi- (din latină) – di- (din greacă): biatomique – diatomique, preluate și în română: biatomic – diatomic;
micro- (din greacă) – mini- (din latină): microordinateur – miniordinateur „microcalculator”.

#### Sinonimie morfologică
Acest tip de sinonimie constă în echivalența funcțională a unor forme gramaticale. Astfel sunt în română formele de viitor cu verbul auxiliar a avea la indicativ prezent + verbul cu sens lexical la conjunctiv prezent și auxiliarul invariabil o + conjunctiv prezent: am să adun – o să adun.
În limbi precum engleza sau rusa, se pot exprima gradele de comparație comparativ de superioritate și superlativ relativ de superioritate atât sintactic (cu sufix), cât și analitic (în două cuvinte). În cazul unor cuvinte se pot aplica ambele procedee:
en  surer – more sure „mai sigur”, the clearest – the most clear „cel mai clar”;
ru  интереснее (interesnee) – более интересный (bolee interesnîi) „mai interesant”, умнейший (umneișîi) – самый умный (samîi umnîi) „cel mai inteligent”.
În limba rusă sunt și desinențe cazuale sinonime aplicate unor cuvinte, ca cea de genitiv în sintagma стакан чая (stakan ciaia) – стакан чаю (stakan ciaiu) „un pahar de ceai”.

#### Sinonimie sintactică
Unii autori extind noțiunea de sinonimie și la construcții sintactice. Astfel sunt, în română, construcțiile cu:
- subiect multiplu – complement cu prepoziție: Ion și Gheorghe se salută – Ion se salută cu Gheorghe;
- conjunctiv – infinitiv – supin: Rămâne să vedem / a vedea / de văzut;
- participiu – propoziție atributivă: caiet pierdut / care a fost pierdut;
- element predicativ suplimentar – propoziție completivă directă: Ion mă consideră corupt – Ion consideră că sunt corupt;
- complemente de tip diferit: a anunța cuiva ceva / pe cineva ceva;
- construcții diferite în ansamblu: Scapă din vedere ceva – Ceva îi scapă din vedere.

În alte limbi:
fr  construcție activă – construcție pasivă: Le vent a cassé la branche „Vântul a rupt creanga” – La branche a été cassée par le vent „Creanga fost ruptă de vânt”;
en  construcție activă – construcție pasivă:The secretary typed the report „Secretarul/a a dactilografiat raportul” – The report was typed by the secretary „Raportul a fost dactilografiat de secretar(ă)”;
ru  propoziție cu predicatul la indicativ – complement la gerunziu: Он вошёл в комнату и поздоровался со всеми (On voșiol v komnatu i pozdorovalsia so vsemi) „A intrat în cameră și s-a salutat cu toți” – Войдя в комнату, он поздоровался со всеми (Voidia v komnatu, on pozdorovalsia so vsemi) „Intrând în cameră, s-a salutat cu toți”.

### După gradul de similitudine

#### Sinonimie completă și sinonimie parțială
Murphy 2006 numește „sinonimie logică” sau „sinonimie cognitivă”, conform logicii formale, relația în care două propoziții îndeplinesc exact aceleași condiții de adevăr, adică în orice situație în care una din propoziții este adevărată, cealaltă trebuie să fie de asemenea adevărată, iar dacă una este falsă, și cealaltă este falsă. Asemenea propoziții sunt, de exemplu en  Tor bought a book from Ulla „Tor a cumpărat o carte de la Ulla” – Ulla sold Tor a book „Ulla i-a vândut o carte lui Tor”. În cazul sinonimiei lexicale, sinonimia logică se referă la cuvinte care pot fi substituite unul cu altul în propoziții enunțiative, fără să fie afectate condițiile de adevăr ale acestora. Collinge 2005 o numește „sinonimie descriptivă”, de exemplu în cazul cuvintelor englezești begin și commence, în propozițiile The recital began ten minutes ago „Recitalul a început acum zece minute” și The recital commenced ten minutes ago „Recitalul a debutat acum zece minute”. În semantica structurală numai o asemenea relație este considerată sinonimie.
Sinonimia logică se caracterizează prin identitatea referentului, altfel spus, denotatul sinonimelor este același. De exemplu sodiu și natriu denumesc același element chimic. Însă de cele mai multe ori, sinonimia logică se limitează la denotație, deci nu este totdeauna completă. Sinonimia completă, numită și totală sau absolută, presupune ca entitățile considerate să aibă aceleași trăsături denotative și conotative, și să poată fi schimbate între ele în orice context, păstrându-și toate aceste trăsături. O asemenea sinonimie este considerată de unii autori improbabilă, de către alții foarte rară, cel puțin în cazul sinonimiei lexicale. Astfel de sinonime se găsesc în limbaje de specialitate, ex. ro  sodiu – natriu; en  gorse – furze la  ulex (denumire științifică). După Murphy 2006, de fapt limba evită sinonimia completă, pentru că este ineficace să existe entități echivalente din toate punctele de vedere. Dimpotrivă, utilizatorii limbii au nevoie de sinonimia parțială pentru a putea alege entitatea pe care o consideră cea mai adecvată în contextul situațional în care se află.
Din cauza rarității sinonimiei complete, numită de Bidu-Vrănceanu „sinonimie în sens restrâns”, prin sinonimie se înțelege aproape totdeauna sinonimie parțială, numită și „sinonimie în sens larg”, „parasinonimie” „sinonimie incompletă” sau „cvasisinonimie”.

### Diferențe între sinonime
Între sinonime pot exista diferențe de diverse naturi, care le pot conferi grade diferite de similitudine.
În ciuda identității referentului, unele cuvinte pot să fie sinonime în unele contexte și să nu fie în altele. De exemplu, a ridica – a sălta sunt sinonime în contexte în care înseamnă „a ridica o greutate”, dar nu și în altele, în care a ridica are sensul „a construi”.
Alte diferențe între sinonime sunt cele de varietate de limbă, de exemplu:
- între registre de limbă: a muri (registru curent) – a deceda (limbaj administrativ) – a sucomba (registru literar livresc) – a crăpa (registru familiar sau argou)[1];
- între varietatea standard și varietăți regionale: porumb – cucuruz[35].

În cazul cuvintelor polisemice (cu mai multe sensuri), sinonimia se poate limita la un singur sens. De pildă, ceas – oră sunt sinonime numai în sensul „unitate de măsură a timpului”, nu și în cel de „obiect de măsurat timpul”.
Unele diferențe sunt numai de grad. De pildă, teamă și frică se caracterizează prin grad nedeterminat, față de sinonimul lor spaimă, de grad maxim.
Alte sinonime se diferențiază prin nuanțe de sens. De exemplu, podea și dușumea înseamnă ambele „acoperământul părții de jos a unei încăperi”, dar dușumea înseamnă exact „acoperământul numai din scânduri al părții de jos a unei încăperi”.
Și prin grad, și prin nuanță de sens se deosebesc, bunăoară, cald (grad nedeterminat) – fierbinte (grad mare) – clocotitor (grad maxim + atins prin fierbere).
Există de multe ori și diferențe conotative între sinonime. Acestea se reflectă bine între sinonimele din registre diferite. Astfel, în franceză, cheval „cal” (curent) este neutru din acest punct de vedere, destrier „bidiviu” (elevat) evocă frumusețe, noblețe, iar canasson „mârțoagă” (familiar) conotează urâțenia, slăbiciunea, caracterul neîngrijit, fiind peiorativ din punct de vedere pragmatic. Astfel de trăsături au un caracter stilistic, fiind pe larg exploatate în vorbirea expresivă în general și în operele literare.
Chiar și între sinonime complete poate exista o diferență, cea de frecvență în folosire. Bunăoară, dintre en  gorse și furze, primul este cel mai frecvent.